# Coigneux
Coigneux es una comuna francesa, situada en el departamento de Somme y la región Picardía.

## Geografía
El río Authie tiene dos fuentes, ambas en el Somme, ubicadas en Coigneux y en Couin. La de Coigneux está acondicionada con paneles que señalizan la rivera, próximos a un pequeño muro que protege la fuente.

## Demografía
| 91              | 86 | 71 | 64 | 56 | 50 |
| (Fuente: INSEE) |    |    |    |    |    |

## Personalidades relacionadas con la comuna
- Jean-Baptiste Alexandre Cavrois, nacido en Coigneux el 23 de enero de 1774 y muerto en Versailles el 22 de noviembre de 1820, fue un general de brigada y barón en el Primer Imperio.